# 拉蒙 (俄罗斯)
拉蒙（羅馬化：Ramonʹ）是俄罗斯沃罗涅日州的市级镇、拉蒙区行政中心，位于顿河支流沃罗涅日河畔，在州府沃罗涅日东北方。
该地2021年人口有8,523人；2010年人口8,354；2002年人口8,039；1989年人口8,729。